# Duvbo (métro de Stockholm)
Duvbo est une station de la Ligne T10 (Blå Linjen/Ligne Bleue) du métro de Stockholm, située dans le quartier résidentiel de Duvbo à Sundbyberg. La distance entre Duvbo et l'un des deux terminus de la ligne, Kungsträdgården est de 9 kilomètres.
La décoration artistique a été faite par Gosta Sillén sur le thème des fossiles.

## Situation ferroviaire
Établie entre 20 mètres et 30 mètres sous le niveau du sol, la station de Duvbo est située sur la ligne T10 du métro de Stockholm, entre les stations de Rissne et de Sundbybergs centrum.

## Histoire
La station de Duvbo est inaugurée le 19 août 1985.

### Accueil

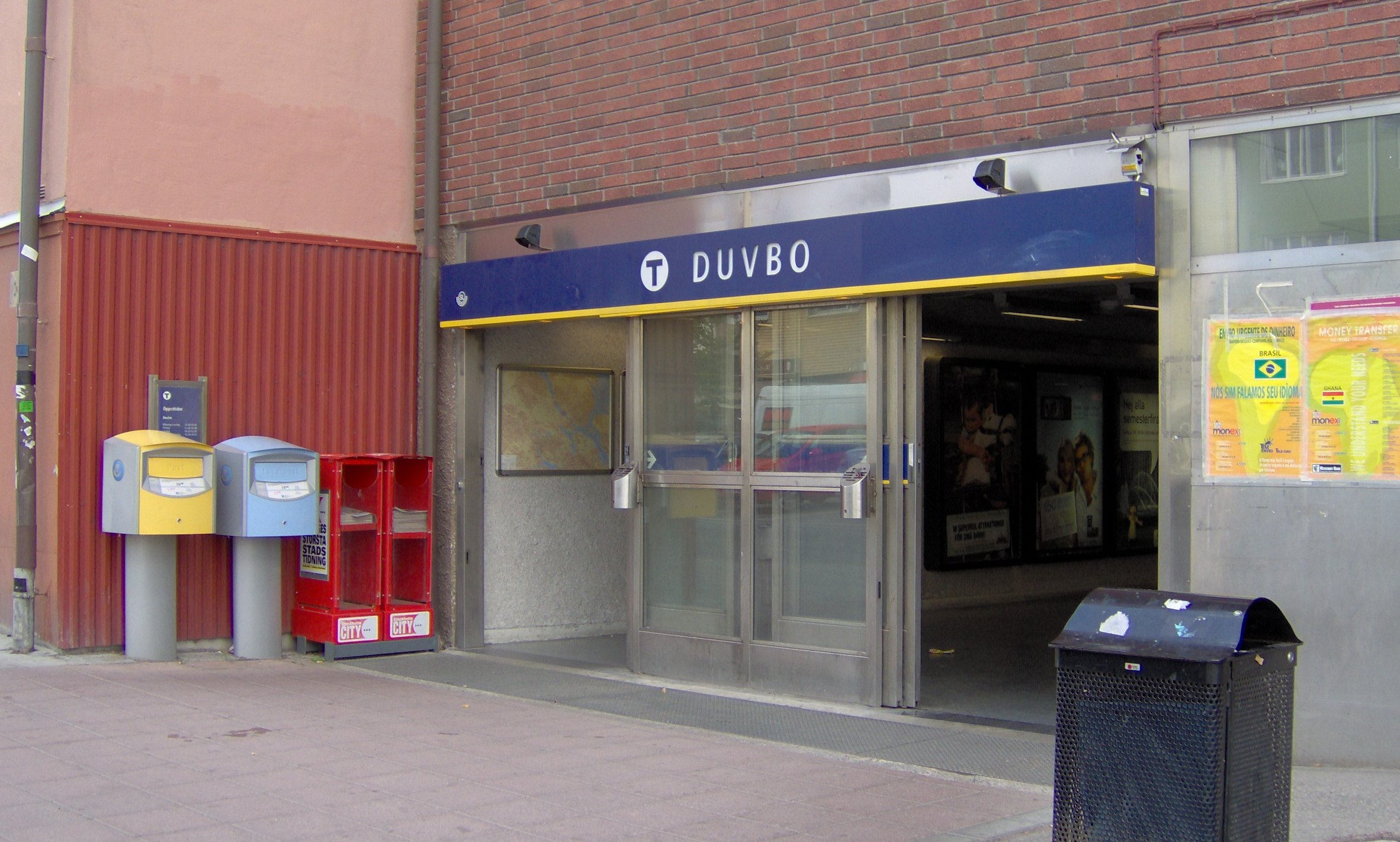
Entrée de la station.

## Service des voyageurs

### Desserte
Duvbo est desservie par les rames circulant sur la ligne.